# Rawameneng
Rawameneng is een bestuurslaag in het regentschap Subang van de provincie West-Java, Indonesië. Rawameneng telt 8714 inwoners (volkstelling 2010).